# 津川村 (山形県)
津川村（つがわむら）は、山形県西置賜郡にあった村。

## 沿革
- 1889年（明治22年）4月1日 - 町村制施行に伴い市野々村，白子沢村，叶水村，大石沢村，新股村，河原角村，東滝村，西滝村，沼沢村が合併して西置賜郡津川村が成立。
- 1960年（昭和35年）8月1日 - 小国町へ編入される。

## 交通

### 鉄道路線
- 日本国有鉄道
  - 米坂線
    - 羽前沼沢駅

### 道路
- 小国街道（二級国道113号 新潟山形線 → 現・一般国道 国道113号）